# 捉迷藏 (動畫)
《捉迷藏》是CoMix Wave在2005年發售的OVA作品，當地首播的時間為2005年3月6日。
榮獲「東京國際FANTASTIC影展2004」、數位短片獎600秒 招待作品、「文化廳媒體藝術展2004」審查委員會推薦作品 入選、「東京國際動畫展 東京動畫獎2005」等獎項。

## 故事簡介
『即使如東京般的繁華城市，夜晚還是不要玩捉迷藏好。因為，晚上玩捉迷藏的話會被鬼抓走。』

在這座荒廢渾沌的城市裡存在著一個縫隙。

在入夜之後，路燈亮起之時，這個縫隙的彼端便會出現一個只有小孩才能進入的世界。

傳說來到這裡就能與「鬼」的異形一起玩「御常世大人的遊戲」，以及絕對秘密遊戲：「捉迷藏」。

西克拉、矢今尾兩名少年，為了尋找失蹤的妹妹素琳而參加遊戲。

三人組：老大、達治、須久想要揪出鬼的真面目而參加遊戲。

另外，還有詭異的雙胞胎陰嘸、陽狗，和唯一的一位女孩子。

## 登場人物
西克拉（聲優：竹內順子）
主角人物，為了尋找上次遊戲中失蹤的妹妹而跟矢今尾死黨來參加遊戲。
素琳（聲優：鈴木真仁）
西克拉的妹妹，在上次的遊戲中失蹤了。
矢今尾（聲優：植木誠）
西克拉的死黨，為了尋找上回遊戲失蹤的孩童而參加遊戲。
野獅我（聲優：內藤玲）
老大人物，驚動了肝取鬼。
達治（聲優：石橋美佳）
一號小弟，帶著眼鏡。
須久（聲優：小林晃子）
二號小弟。
陰嘸
與陽狗為雙胞胎兄弟，有著黑暗的過去。
陽狗
與陰嘸為雙胞胎兄弟，有著黑暗的過去。
女孩（聲優：鈴木真仁）
聲音非常像西克拉的妹妹素琳，穿著陰陽師的服飾，非常神秘。

## 鬼
肝取鬼=きもとり（おに）
第一隻出現的鬼，後方有著像輪子般的器具。
血取鬼=ちとり（おに）
第二隻鬼，有著像牛一樣靈敏的鼻子，長的像中國的舞獅。
油取鬼=あぶらとり（おに）
第三隻鬼，由兩隻鬼所組成，個子不高，並拖著像大炮一樣的器具。
子取鬼=ことり（おに）
第四隻鬼，像蜘蛛一樣移動自由。
おしら様（オトコヨ様）
第五隻鬼，最後的鬼，像狐狸一樣的外貌，而且非常神秘。

## 製作人員
- 原案、監督、分鏡、演出、CGI、編輯：森田修平
- 人物設定、世界觀設定、設計、美術：桟敷大祐
- 劇本：黑史郎
- 音樂：北里玲二
- 動畫製作：YAMATO WORKS

## 配音人員
- 緋呼羅：竹內順子
- 耶夷真雄：植木誠
- 女孩（楚麟咤）：鈴木真仁
- 野獅我：內藤玲
- 汰豸兒：石橋美佳
- 珠狗：小林晃子

## 外部連結
（日語） 捉迷藏 官方網站

（日語） YAMATO WORKS（動畫製作） 官方網站 （页面存档备份，存于）